# Sadie Stanley
Sadie Anne Stanley (* 15. November 2001 in Columbia, South Carolina) ist eine US-amerikanische Schauspielerin, die durch die Verkörperung der Kim Possible im gleichnamigen Film und der Fernsehserie Kim Hushable bekannt wurde.

## Leben
Stanley wurde am 15. November 2001 in Columbia als Tochter von Tracy und Matt Stanley geboren. Sie wuchs gemeinsam mit einer Zwillingsschwester und zwei Brüdern in Columbia auf. Sie absolvierte die dort ansässige A.C. Flora High School. Sie spielte am Columbia Children’s Theatre und übernahm unter anderen die Rolle des weiblichen Ogers Fiona im Stück Shrek, basierend auf den gleichnamigen Animationsfilm.
2019 startete sie ihre Filmkarriere, als sie die Rolle der Kim Possible im Film Kim Possible und in der Mini-Fernsehserie Kim Hushable verkörperte. Für den Film sang sie eine neue Version des Titelliedes Call Me, Beep Me. Seit 2020 ist sie als Brea Bee in der Fernsehserie Die Goldbergs zu sehen. Daneben tritt sie als Episodendarstellerin in verschiedenen Fernsehserien in Erscheinung.

## Filmografie (Auswahl)
- 2019: Kim Possible
- 2019: Coop and Cami Ask the World (Fernsehserie, Episode 1x20)
- 2019: Game Shakers – Jetzt geht’s App (Game Shakers, Fernsehserie, Episode 3x15)
- 2019–2020: Kim Hushable (Miniserie, 6 Episoden)
- 2020: Dead to Me (Fernsehserie, 3 Episoden)
- 2020: Room 104 (Fernsehserie, Episode 4x05)
- 2020: The Sleepover
- 2020–2023: Die Goldbergs (The Goldbergs, Fernsehserie, 36 Episoden)
- 2021: Let Us In
- 2021: PEN15 (Fernsehserie, Episode 2x08)
- 2022: Robot Chicken (Fernsehserie, Episode 11x15)
- 2022: Somewhere in Queens
- 2022: At the Gates
- 2023: Cruel Summer (Fernsehserie, 10 Episoden)
- 2025: Karate Kid: Legends
- 2025: Criminal Minds (Fernsehserie, Episode 18x02)